# Maroš Šefčovič

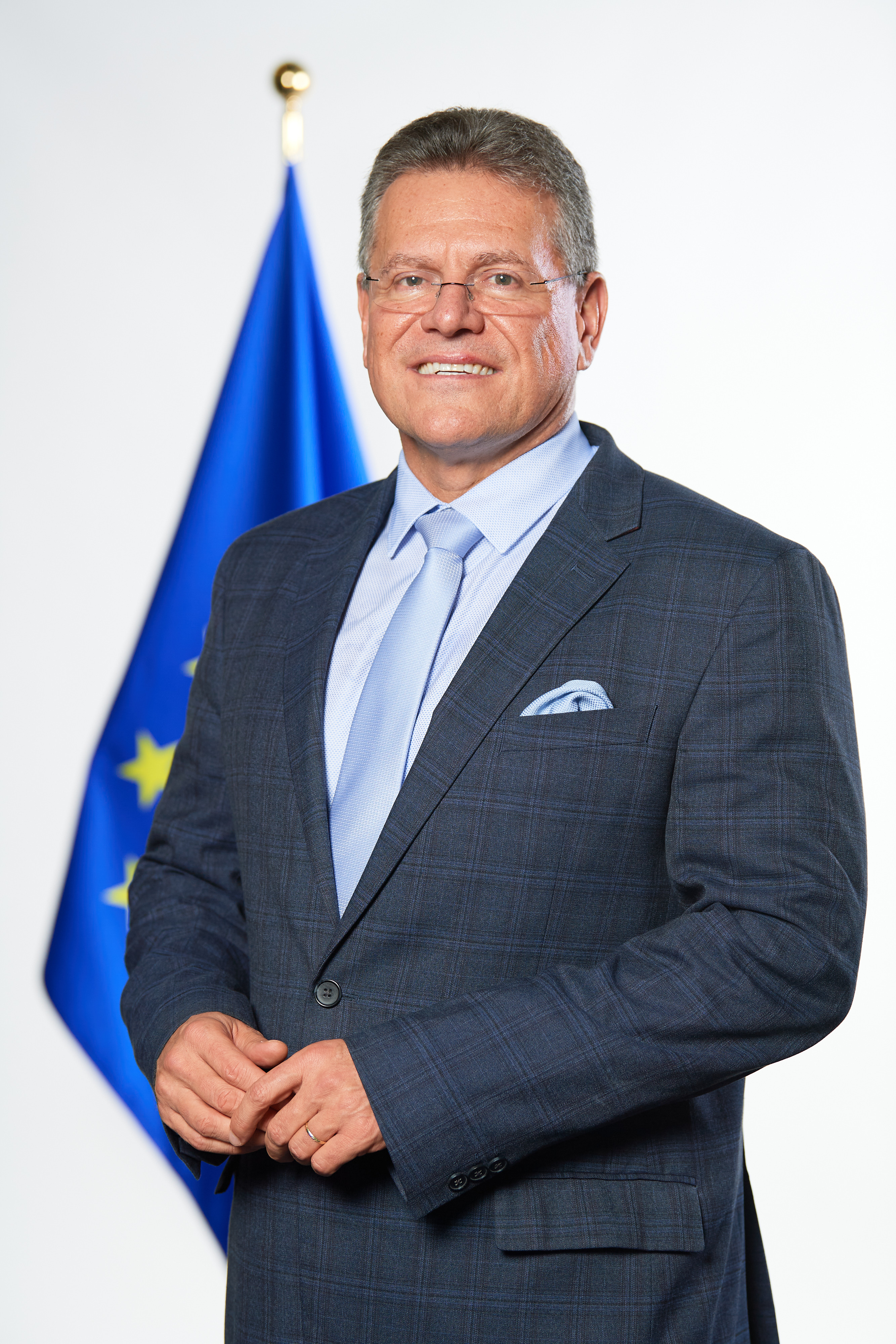
Maroš Šefčovič (2024)

Maroš Šefčovič (* 24. Juli 1966 in Bratislava) ist ein slowakischer Diplomat und Politiker (parteilos). Seit 2009 ist er Mitglied der Europäischen Kommission.

## Ausbildung
Šefčovič studierte von 1984 bis 1985 an der Wirtschaftsuniversität Bratislava sowie von 1985 bis 1990 am Moskauer Staatlichen Institut für Internationale Beziehungen. 1990 schloss er sein Studium mit einem Berufsdoktorat (JUDr.) der Rechtswissenschaft an der Comenius-Universität Bratislava ab; von 1996 bis 2000 ergänzte er es um ein PhD-Studium, ebenfalls an der Comenius-Universität. 2018 erhielt er die Ehrendoktorwürde der Paneuropäischen Hochschule Bratislava.

## Politische Karriere
1989 trat Šefčovič der Kommunistischen Partei der Tschechoslowakei bei. 1990 arbeitete Šefčovič als Berater des stellvertretenden Außenministers der Tschechoslowakei. Ab 1991 verfolgte er eine diplomatische Karriere, während der er unter anderem in Harare (Simbabwe) und Ottawa (Kanada) tätig war. 1998 war er kurzzeitig Büroleiter des slowakischen Außenministers, danach wurde er stellvertretender Leiter der slowakischen Vertretung bei der Europäischen Union und 1999 Botschafter in Israel. Ab 2003 war er Generaldirektor in der Abteilung „Europäische Angelegenheiten“ des slowakischen Außenministeriums; im folgenden Jahr wurde er nach dem EU-Beitritt der Slowakei Ständiger Vertreter seines Landes bei der EU.
2009 wurde er als Nachfolger von Ján Figeľ Mitglied der Kommission Barroso I, wo er als Kommissar für allgemeine und berufliche Bildung und Kultur tätig war. Vom 10. Februar 2010 bis 31. Oktober 2014 war er Vizepräsident der Kommission Barroso II und Kommissar für institutionelle Beziehungen und Verwaltung. Ab dem 1. November 2014 war Šefčovič Vizepräsident der Kommission Juncker und Kommissar für die Energieunion.
Bei der Präsidentschaftswahl in der Slowakei 2019 trat er als unabhängiger Kandidat an, wurde aber von der Regierungspartei Smer – sociálna demokracia (Smer-SD) unterstützt. Im ersten Wahlgang am 16. März 2019 lag er mit 18,8 Prozent der Stimmen auf dem zweiten Platz hinter Zuzana Čaputová mit einem Anteil von 40,6 Prozent; in der Stichwahl am 30. März 2019 unterlag er Čaputová mit 41,59 zu 58,40 Prozent der Stimmen.
Seit dem 1. Dezember 2019 ist er Vizepräsident der EU-Kommission und Kommissar für Interinstitutionelle Beziehungen und Vorausschau in der Kommission von der Leyen I. Seit 2021 ist er für die Umsetzung der Brexit-Verträge zuständig.
Im August 2023 reichte Frans Timmermans seinen Rücktritt als Mitglied der Europäischen Kommission ein. Kommissionspräsidentin Ursula von der Leyen übertrug Maroš Šefčovič die Rolle des Exekutiv-Vizepräsidenten für den Europäischen Green Deal.
Seit dem 1. Dezember 2024 ist Šefčovič Kommissar für Handel und wirtschaftliche Sicherheit sowie Kommissar für institutionelle Beziehungen und Transparenz.

## Privates
Šefčovič ist verheiratet und hat drei Kinder.